# Середньоберезівська сільська рада
| Середньоберезівська сільська рада — колишній орган місцевого самоврядування у Косівському районі Івано-Франківської області з адміністративним центром у с. Середній Березів. Утворена в 1990 році. Водоймища на території, підпорядкованій даній раді: р. Лючка. Сільській раді підпорядковані населені пункти: - с. Середній Березів |

## Склад ради
Рада складається з 16 депутатів та голови.

### Керівний склад ради
| ПІБ                       | Основні відомості                                                    | Дата обрання | Дата звільнення |
| ------------------------- | -------------------------------------------------------------------- | ------------ | --------------- |
| Томич Микола Степанович   | Сільський голова, 1954 року народження, освіта, безпартійний         | 26.03.2006   | 31.10.2010      |
| Крушняк Василь Васильович | Сільський голова, 1956 року народження, освіта, член Партії регіонів | 31.10.2010   | 11.09.2013      |

Примітка: таблиця складена за даними джерела